# Budapest Wolves 2016
Questa voce raccoglie le informazioni riguardanti i Budapest Wolves nelle competizioni ufficiali della stagione 2016.

## Maschile

### Prima squadra

#### Hungarian Football League 2016

##### Stagione regolare
| 2 aprile 2016 1ª giornata | Budapest Wolves | 38 – 18 | Eger Heroes |  |

| 16 aprile 2016 2ª giornata | Budapest Wolves | 13 – 21 | Budapest Cowbells |  |

| 24 aprile 2016 3ª giornata | Nyíregyháza Tigers | 30 – 24 (d.t.s.) | Budapest Wolves |  |

| 16 maggio 2016 4ª giornata | Győr Sharks | 33 – 23 | Budapest Wolves |  |

| 22 maggio 2016 5ª giornata | Budapest Wolves | 16 – 28 | Miskolc Steelers |  |

#### AFL - Division I 2016

##### Stagione regolare
| 10 aprile 2016 2ª giornata | Budapest Wolves | 55 – 41 (24-13 10-0 7-14 14-14) | Vienna Vikings 2 |  |

| 23 aprile 2016 3ª giornata | Sankt Pölten Invaders | 28 – 7 (0-0 6-0 16-0 6-7) | Budapest Wolves |  |

| 30 aprile 2016 4ª giornata | Budapest Wolves | 28 – 13 (13-7 0-0 15-0 0-6) | Bratislava Monarchs |  |

| 14 maggio 2016 5ª giornata | Vienna Vikings 2 | 44 – 23 (18-2 16-7 3-0 7-14) | Budapest Wolves |  |

| 21 maggio 2016 6ª giornata | Budapest Wolves | 7 – 40 (0-7 0-20 7-6 0-7) | Vienna Knights |  |

| 11 giugno 2016 9ª giornata | Vienna Knights | 34 – 40 (14-14 0-16 7-3 13-7) | Budapest Wolves |  |

| 26 giugno 2016 11ª giornata | Bratislava Monarchs | 35 – 27 | Budapest Wolves |  |

| 3 luglio 2016 12ª giornata | Budapest Wolves | 43 – 6 | Sankt Pölten Invaders |  |

#### IFAF Europe Champions League 2016

##### Stagione regolare
| Budapest 8 maggio 2016, ore 14:00 4ª giornata | Budapest Wolves | 7 – 42 (0-14 0-21 0-7 7-0) referto | Beograd Vukovi |  |
| Gecser 6':25" Q4 ( TD ) 31yd pass from Bencsics Baksa Q4 ( pat ) Marcatori Josović 8':56" Q1 ( TD ) 18yd pass from Uribe Dimitrijević Q1 ( pat ) Gorša 6':37" Q1 ( TD ) 12yd run Dimitrijević Q1 ( pat ) Josović 8':26" Q2 ( TD ) 1yd run Dimitrijević Q1 ( pat ) Simović 2':39" Q2 ( TD ) 12yd pass from Uribe Dimitrijević Q2 ( pat ) Simović 1':47" Q2 ( TD ) 12yd pass from Uribe Dimitrijević Q2 ( pat ) Uribe 4':54" Q3 ( TD ) 4yd run Dimitrijević Q3 ( pat ) |                 | |                |  |
| |                 | |                |  |
| Gecser 6':25" Q4 (TD) 31yd pass from Bencsics Baksa Q4 (pat) | Marcatori       | Josović 8':56" Q1 (TD) 18yd pass from Uribe Dimitrijević Q1 (pat) Gorša 6':37" Q1 (TD) 12yd run Dimitrijević Q1 (pat) Josović 8':26" Q2 (TD) 1yd run Dimitrijević Q1 (pat) Simović 2':39" Q2 (TD) 12yd pass from Uribe Dimitrijević Q2 (pat) Simović 1':47" Q2 (TD) 12yd pass from Uribe Dimitrijević Q2 (pat) Uribe 4':54" Q3 (TD) 4yd run Dimitrijević Q3 (pat) |                |  |

| Arbitri: | B. Savicevic Camossa Tomaz Scrignani S. d'Amato S. Sassatelli Marcuccetti |

| |           |                                    |
| F. Fiammenghi Q1 (TD) 35yd pass from Safron Vezzoli Q1 (pat) Vezzoli Q1 (TD) 55yd run Vezzoli Q1 (pat) Vezzoli Q2 (TD) 3yd pass from Safron Vezzoli Q2 (pat) Guthrie Q2 (TD) 2yd run Vezzoli Q2 (pat) Bonaparte Q2 (TD) 20yd run Vezzoli Q2 (pat) Guthrie Q3 (TD) 30yd run Sorteni Q3 (tpc) rush | Marcatori | Osborne Q4 (TD) 60yd fumble return |

#### Statistiche di squadra
| Competizione              | %Vittorie | In casa | In casa | In casa | In casa | In casa | In casa | In trasferta | In trasferta | In trasferta | In trasferta | In trasferta | In trasferta | Totale | Totale | Totale | Totale | Totale | Totale |
| Competizione              | %Vittorie | G       | V       | N       | P       | Pf      | Ps      | G            | V            | N            | P            | Pf           | Ps           | G      | V      | N      | P      | Pf     | Ps     |
| ------------------------- | --------- | ------- | ------- | ------- | ------- | ------- | ------- | ------------ | ------------ | ------------ | ------------ | ------------ | ------------ | ------ | ------ | ------ | ------ | ------ | ------ |
| HFL - Stagione regolare   | .200      | 3       | 1       | 0       | 2       | 67      | 67      | 2            | 0            | 0            | 2            | 47           | 63           | 5      | 1      | 0      | 4      | 114    | 130    |
| AFLD1 - Stagione regolare | .500      | 4       | 3       | 0       | 1       | 133     | 100     | 4            | 1            | 0            | 3            | 97           | 141          | 8      | 4      | 0      | 4      | 230    | 241    |
| CL - Stagione regolare    | .000      | 1       | 0       | 0       | 1       | 7       | 42      | 1            | 0            | 0            | 1            | 6            | 43           | 2      | 0      | 0      | 2      | 13     | 85     |
| Totale                    | .214      | 8       | 4       | 0       | 4       | 207     | 209     | 7            | 1            | 0            | 6            | 150          | 247          | 15     | 5      | 0      | 10     | 357    | 456    |

### Seconda squadra

#### Divízió I 2016

##### Stagione regolare
| 3 aprile 2016 2ª giornata | Dunaújváros Gorillaz | 49 – 12 | Budapest Wolves 2 |  |

| 16 aprile 2016 4ª giornata | Miskolc Renegades | 40 – 0 | Budapest Wolves 2 |  |

| 23 aprile 2016 5ª giornata | Budapest Wolves 2 | 0 – 55 | Szekszárd Bad Bones |  |

| 22 maggio 2016 9ª giornata | Budapest Wolves 2 | 12 – 18 (d.t.s.) | Budapest Cowbells 2 |  |

| 29 maggio 2016 10ª giornata | Tatabánya Mustangs | 32 – 14 | Budapest Wolves 2 |  |

| 12 giugno 2016 12ª giornata | Budapest Wolves 2 | 6 – 56 | Debrecen Gladiators |  |

#### Statistiche di squadra
| Competizione      | %Vittorie | In casa | In casa | In casa | In casa | In casa | In casa | In trasferta | In trasferta | In trasferta | In trasferta | In trasferta | In trasferta | Totale | Totale | Totale | Totale | Totale | Totale |
| Competizione      | %Vittorie | G       | V       | N       | P       | Pf      | Ps      | G            | V            | N            | P            | Pf           | Ps           | G      | V      | N      | P      | Pf     | Ps     |
| ----------------- | --------- | ------- | ------- | ------- | ------- | ------- | ------- | ------------ | ------------ | ------------ | ------------ | ------------ | ------------ | ------ | ------ | ------ | ------ | ------ | ------ |
| Stagione regolare | .000      | 3       | 0       | 0       | 3       | 18      | 129     | 3            | 0            | 0            | 3            | 26           | 121          | 6      | 0      | 0      | 6      | 44     | 250    |
| Totale            | .000      | 3       | 0       | 0       | 3       | 18      | 129     | 3            | 0            | 0            | 3            | 26           | 121          | 6      | 0      | 0      | 6      | 44     | 250    |

## Femminile

### AFL - Division Ladies 2016

#### Stagione regolare
| 10 settembre 2016 2ª giornata | Vienna Vikings Ladies | 22 – 0 | Budapest Wolves Ladies |  |

| 18 settembre 2016 3ª giornata | Budapest Wolves Ladies | 0 – 23 | Vienna Vikings Ladies |  |

| 25 settembre 2016 4ª giornata | Budapest Wolves Ladies | 14 – 35 | Danube Dragons Ladies |  |

| 1º ottobre 2016 5ª giornata | Danube Dragons Ladies | 13 – 24 | Budapest Wolves Ladies |  |

#### Playoff
| 22 ottobre 2016 Semifinale | Danube Dragons Ladies | 0 – 28 | Budapest Wolves Ladies |  |

| 30 ottobre 2016 Ladies Bowl | Vienna Vikings Ladies | 31 – 0 | Budapest Wolves Ladies |  |

### Statistiche di squadra
| Competizione      | %Vittorie | In casa | In casa | In casa | In casa | In casa | In casa | In trasferta | In trasferta | In trasferta | In trasferta | In trasferta | In trasferta | Totale | Totale | Totale | Totale | Totale | Totale |
| Competizione      | %Vittorie | G       | V       | N       | P       | Pf      | Ps      | G            | V            | N            | P            | Pf           | Ps           | G      | V      | N      | P      | Pf     | Ps     |
| ----------------- | --------- | ------- | ------- | ------- | ------- | ------- | ------- | ------------ | ------------ | ------------ | ------------ | ------------ | ------------ | ------ | ------ | ------ | ------ | ------ | ------ |
| Stagione regolare | .250      | 2       | 0       | 0       | 2       | 14      | 58      | 2            | 1            | 0            | 1            | 24           | 35           | 4      | 1      | 0      | 3      | 38     | 93     |
| Playoff           | .500      | 0       | 0       | 0       | 0       | 0       | 0       | 2            | 1            | 0            | 1            | 28           | 31           | 2      | 1      | 0      | 1      | 28     | 31     |
| Totale            | .333      | 2       | 0       | 0       | 2       | 14      | 58      | 4            | 2            | 0            | 2            | 52           | 66           | 6      | 2      | 0      | 4      | 66     | 124    |